# Дејан Лучић
Дејан Лучић (Београд, 15. новембар 1950) је српски публициста и теоретичар завере.

## Детињство и младост
Дејан Лучић завршио је журналистику на Факултету политичких наука, заједно са бившим начелником државне безбедности Јовицом Станишићем, и командантом специјалних јединица државне безбедности Франком Симатовићем Френкијем, са којима је остао дугогодишњи пријатељ.

### Лучић о свом пореклу
Дејан Лучић наводи да је потомак Јелене-Илке Марковић, која је 11. октобра 1882. године у Саборној цркви у Београду пуцала на краља Милана Обреновића. Овај догађај је познат као Илкин атентат. Лучић тврди и да је потомак војводе Миленка Стојковића из Првог српског устанка. Такође наводи да је његов деда био учесник демонстрација у Београду 27. марта 1941.

## Књижевни рад

### Тематика
Дејан Лучић се у својим књигама бави тематиком теоријама завере попут масонерије, тајних друштава, Римокатоличке цркве и сл. које представља у својим шпијунско-обавештајним романима.

### Промоције
Дејан Лучић је промоције својих књига одржавао у Студентском културном центру у Београду. Прва промоција је била 1999. године, када је представио књигу Исламска Република Немачка. На тој промоцији је поред аутора, говорио и бели маг Лав Гершман. Друга промоција је такође била у Студентском културном центру у Београду, када је представљена књига Кинеска освета.

### Промоције у дијаспори
Дејан Лучић је одржавао промоције својих књига и у дијаспори.
Он је у српској емиграцији у Немачкој и Сједињеним Америчким Државама држао промоције својих књига, првенствено књиге Тајне албанске мафије.

## Политички рад
Дејан Лучић је деведесетих година био један од оснивача Српског покрета обнове и био је председник градског одбора истог, али је убрзо избачен из партије. Вук Драшковић, председник странке, у својој књизи Мета, окарактерисао га је као члана Службе државне безбедности. Децембра 1995. године се учланио у Социјалистичку партију Србије.
Дејан Лучић је дуго прекинуо рад у политици, све до 2011. године, када се у политику вратио као оснивач Српске демократске странке основане у марту 2011. године.
Као дугогодишњи пријатељ Јовице Станишића и Франка Симатовића, појавио се као сведок на њиховом суђењу у Хашком трибуналу 2011. године, где је потврдио да познаје оптужене, и да никада није радио за Службу државне безбедности.

## Дела
- Исламска Република Немачка, 1. део,[6] Екопрес.  978-86-83003-02-0.
- Исламска Република Немачка, 2. део,[7] Екопрес.  978-86-83003-03-7.
- Варварство у име Христово, 1. део,[8] Екопрес.  978-86-83003-05-1.
- Варварство у име Христово, 2. део,[9] Екопрес.  978-86-83003-07-5.
- Павелићев тестамент, 1. део,[10] Екопрес,  978-86-83003-16-7
- Павелићев тестамент, 2. део,[11] Екопрес,  978-86-83003-17-4
- Краљевство Хазара, 1. део,[12] Екопрес,  978-86-83003-19-8
- Краљевство Хазара, 2. део,[13] Екопрес.  978-86-83003-20-4.
- Тајне албанске мафије,[14] Екопрес.  978-86-83003-04-4.
- Тајне лоповског заната,[15] Екопрес.  978-86-83003-08-2.
- Владари из сенке,[16] Екопрес,  978-86-83003-01-3
- Теорија завере,[17] Екопрес.  978-86-83003-23-5.
- Кинеска освета, 2011, Лагуна[18]